# Wodjane (Kropywnyzkyj, Snamjanka)
Wodjane (ukrainisch Водяне; russisch Водяное/Wodjanoje) ist ein Dorf in der Oblast Kirowohrad in der Ukraine.

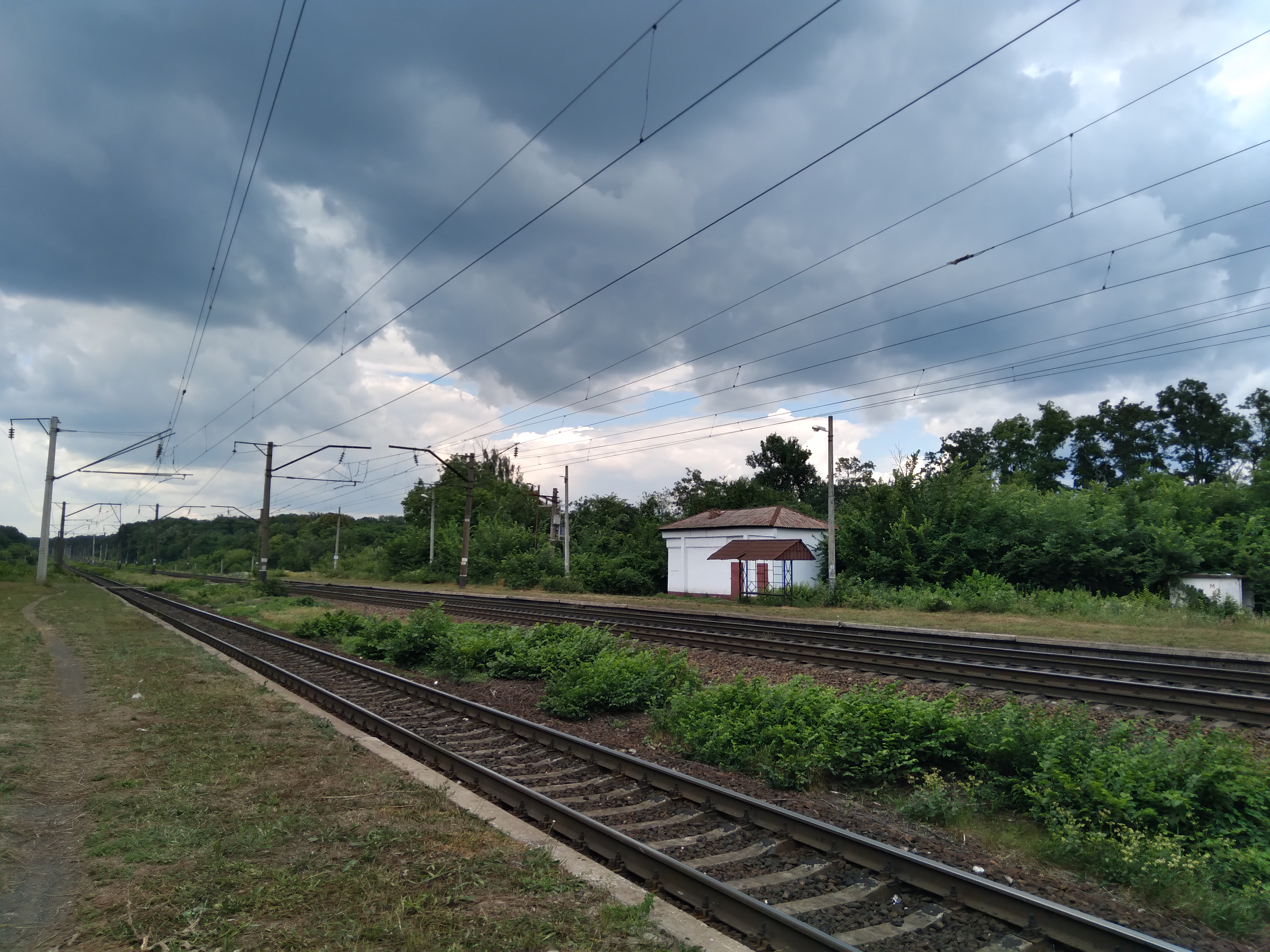
Bahnhof in der Nähe des Dorfes

## Geographie
Dieses Dorf liegt am Rande des Naturparks Tschornyj Lis (Чорний ліс – „Schwarzer Wald“), 3 km nordwestlich der Siedlung städtischen Typs Snamjanka Druha und 6 km nördlich der Stadt Snamjanka.

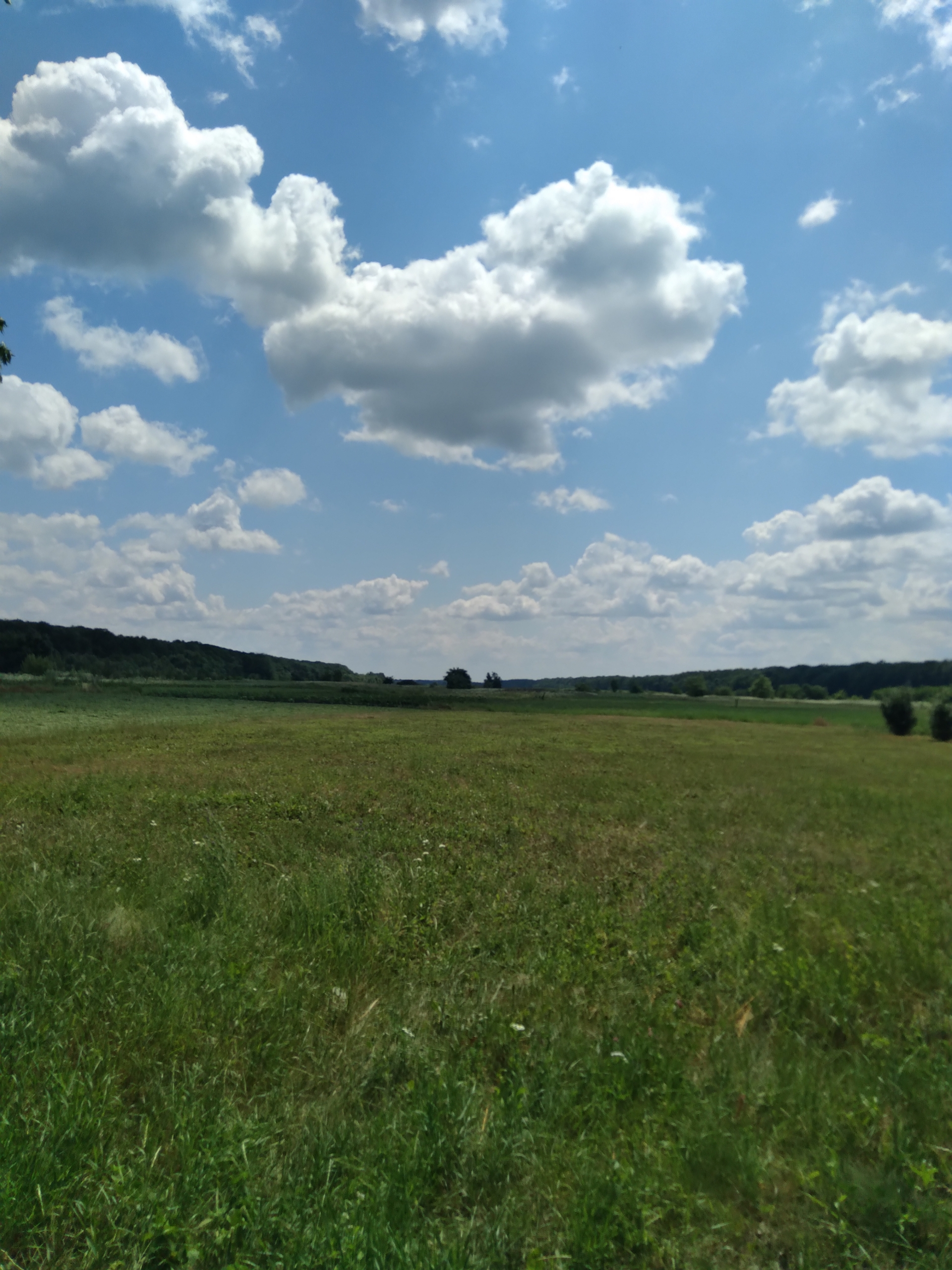
Ländliche Landschaft

Am 12. Juni 2020 wurde das Dorf ein Teil der neugegründeten Stadtgemeinde Snamjanka, bis war es ein Teil der Siedlungsratsgemeinde Snamjanka Druha im Zentrum des Rajons Snamjanka.
Am 17. Juli 2020 kam es im Zuge einer großen Rajonsreform zum Anschluss des Rajonsgebietes an den Rajon Kropywnyzkyj.

## Geschichte
Während des Holodomor von 1932 bis 1933 starben mindestens 17 Einwohner von Wodjane an den von den sowjetischen Behörden organisierten künstlichen Hungersnöten.